# Ferrocarril de Circunvalación de Puerto Rico
El Ferrocarril de Circunvalación de Puerto Rico fue una línea férrea de trocha métrica y vía única que unió las ciudades de San Juan y Ponce a lo largo de las costas norte, oeste y sur de Puerto Rico. Los servicios se inauguraron a principios de 1891. Estuvo íntimamente vinculado a la industria azucarera y durante la primera mitad del siglo XX fue una pieza clave de la infraestructura de la Isla, posibilitando el transporte de caña de azúcar, azúcar, correo, pasajeros y carga general. Finalmente, fue desplazado por el desarrollo de la red vial, clausurado y sus vías desmanteladas.

## Historia
Este ferrocarril comenzó a construirse el 15 de octubre de 1888, basándose en las especificaciones del Plan General de Ferrocarriles para Puerto Rico de 1880, el cual proveía una construcción en cuatro tramos: San Juan-Mayagüez, Río Piedras-Humacao, Ponce-Mayagüez y Ponce-Humacao. Estuvo casi 20 años bajo construcción en distintas capacidades y el trazado previsto originalmente nunca se completó. Su operación arrancó, en tramos discontinuos, en 1891. Circuló regularmente hasta 1953 y de manera limitada hasta 1957.

### Antecedentes
A pesar de que el Plan General aprobado en el Presupuesto de 1880 contemplaba la construcción de un ferrocarril de circunvalación a lo largo de la costa de Puerto Rico, partiendo desde San Juan en sentido oeste y uniendo las ciudades de la Isla, hacia 1883 la construcción del mismo aún no se había comenzado ni presupuestado. El Ingeniero Enrique Gadea, de la Inspección de Obras Públicas hace un minucioso estudio para desarrollar las especificaciones del sistema y estima el costo total de la obra en 7,644,000 pesos. La red ferroviaria tendría 460 kilómetros de extensión. El presupuesto definitivo, aprobado en el año 1885, colocaba el costo de la obra en 8,724,000 pesos.
Luego de varias subastas fallidas, el empresario catalán Ivo Bosch y Puig obtuvo la buena pro. Bosch creó la Compañía de Ferrocarriles de Puerto Rico, la cual cedió la concesión. Bajo los auspicios de la Compañía, finalmente comenzaron los trabajos. La construcción de las obras fue subcontratada a una empresa francesa, la Société d'Entreprises et des Constructions des Colonies Espagnoles.

### Construcción (1888-1894)

#### Línea A
La Línea A la constituiría el trazado desde la terminal de San Juan hasta la ciudad de Aguadilla. Fue el primer tramo en comenzar a construirse, comenzando la obra a mediados de octubre de 1888. El 8 de marzo de 1891 se inauguró la primera sección entre San Juan (Martín Peña) y Manatí de 73 kilómetros, un año después se extendió a Carolina y desde Manatí a Arecibo y Camuy. En Arecibo al principio, solo se construyó la línea férrea hasta la Estación Cambalache situada en el margen este del Río Grande de Arecibo. La ruta no llegó a entrar en la ciudad si no hasta que se terminó el puente de Cambalache, de tramos metálicos y 120 metros de longitud. En 1892, completado el mismo, se extendió la ruta hasta Camuy.
En la primera década del siglo XX se construyó el túnel de Guajataca de 46 metros de longitud en el municipio de Isabela y no sería si no hasta 1908 que completara el tramo hasta Aguadilla, dada la dificultad que representó salvar el cañón del Río Guajataca en la zona de Quebradillas.

#### Línea B
La Línea B comprendería, según el plan de Gadea, un trazado de Río Piedras a Humacao por Fajardo. La longitud de la misma sería de 96 kilómetros. Los servicios partirían de la estación Martín Peña, pasando por Río Piedras, Carolina, Río Grande, Fajardo, Ceiba y la Playa de Naguabo hasta llegar a Humacao. Su construcción se comenzó en 1889. Sólo llegaron a completarse 14.5 kilómetros de la misma, hasta la estación Carolina. Los recorridos comenzaron a mediados de 1892. Enfrentó problemas con sus terraplenes y cunetas. No obstante, hacia 1898 el limitado tramo completado seguía en uso, uniendo Carolina con la capital.

#### Línea C
La Línea C comprendía el tramo entre Aguadilla y Hormigueros. Su longitud era de 55 kilómetros. Su construcción inició en 1890. A finales de 1892 se inauguró la ruta Aguadilla-Mayagüez, y el año próximo el trayecto Mayagüez-Hormigueros con obras provisionales.

#### Línea D
La Línea D comprendió el trazado entre Yauco y Ponce. El tramo tenía 34.5 kilómetros. Sirvió para la exportación de café desde la zona de Yauco hasta el puerto de Ponce. En Ponce compartió sus vías en la zona de Playa con el Tranvía Eléctrico de Ponce. Su construcción comenzó en febrero de 1890 y se inauguró en julio de 1892.

### Interrupción de las obras (1894-1902)
La franquicia otorgada a la Compañía de Ferrocarriles de Puerto Rico para la construcción y explotación de la línea férrea tenía una duración original de seis años. Se suponía que se entregara la obra completada en 1894. Sin embargo, de la gran escala de la obra prevista, solamente se habían completado las secciones anteriormente descritas. Una comunicación oficial del Gobernador al Ministerio de Ultramar, hecha en octubre de 1894, anunciaba que las obras de construcción que debía llevar a cabo la compañía se encontraban paralizadas. El retraso en la construcción de las obras, que impidió entregar el ferrocarril terminado en el plazo pactado en la concesión, provocó la caducidad de la franquicia y subsiguiente paralización de las obras de construcción de este tramo. Para febrero de 1894, fecha en que se paralizaron los trabajos, la Compañía solo contaba con 190 km de vía férrea en explotación de los 546 km proyectados y que se suponía debía entregar. La continuación de las obras de expansión del ferrocarril tendría que esperar a 1902, bajo la administración de la American Railroad Co. of Puerto Rico.